# Brice Conrad
Pour les articles homonymes, voir Conrad.
Brice Conrad, né le 18 juillet 1985 à Pfulgriesheim, est un auteur-compositeur-interprète français. En 2012, deux de ses chansons le révèlent sur la scène musicale française : Fleur du mal et Oh la.

## Biographie
Brice Conrad est né à Pfulgriesheim (Bas-Rhin) près de Strasbourg. 
Il apprend la musique en solitaire, une guitare à la main. Il prend plaisir à chanter, alors qu’il se lance dans une carrière d’agent immobilier. Devenu joueur de tennis de haut niveau, il nourrit toujours une passion secrète pour les mélodies. Touche-à-tout, il démarre beaucoup de choses sans jamais les finir. Une continuité émerge pourtant de sa jeune vie : la musique.
Mais ce n’est qu’à 17 ans, en jouant des reprises, qu'il s’aperçoit qu’il a un timbre de voix qui ne laisse pas indifférent et une envie d’aller plus loin musicalement. Un an plus tard, il parcourt les scènes étudiantes et se taille une petite notoriété sur le web. Et puis, à 20 ans, il reçoit en cadeau une guitare qui le pousse dans un train pour Paris.
Il crée, compose et teste ses maquettes sur scène. Et rencontre sur un court de tennis un patron de label qui accepte de lui donner sa chance.
Il commence à écrire et à chanter en 2007 à l’âge de 22 ans, et commence à être connu grâce à ses chansons en ligne.
Il s’installe ensuite à Paris pour poursuivre sa carrière musicale et fait la première partie d’un concert d’Irma avec son groupe Brice Conrad & The River.
Il a été nommé pour « Talent Europe 1 » en 2012, ainsi que « coup de cœur » de Virgin Radio.
Son premier album, La Nuit bleue, est sorti le 4 mars 2013. Il atteint la 52e place des ventes d'album en France.
En juillet 2013, il participe au single Pour une vie, pour un rêve qui soutient l’organisation Unitaid en compagnie entre autres d'Emmanuel Moire, Mickael Miro et Florent Mothe et Louis Delort. Il est présent sur deux titres collégiaux de l'album Génération Goldman volume 2 : Nos mains et C'est ta chance. Fin 2013 Brice Conrad est nommé au NRJ Music Awards 2014 dans la catégorie révélation francophone de l'année
En 2014, il publie le single Éternelle qui ne réussit pas de se placer dans le classement français. Il est suivi par À tort ou à raison disponible en téléchargement légal depuis août 2015.
Le 6 mai 2016, il publie le single Tu t’en souviens. Il sortira son deuxième album intitulé 2, le 6 janvier 2017. Il souhaite proposer un double album, composé de 10 titres et ces 10 mêmes titres remixés électros. Tu t’en souviens dévoilera le concept de l’album puisque Brice le propose dans ses deux versions et aura pour but de montrer au grand public les deux facettes de Brice Conrad.
Le 30 septembre 2016, il publie un nouveau single issu de ce deuxième album Hands are Shaking, un titre pop-électro envoûtant en featuring avec Louisa Rose, candidate de la saison 5 de The Voice.
Le 6 janvier 2017, son album 2 sort.

## Discographie

### Singles
|  | Année | Single                               | Positions | Album         |
|  | Année | Single                               | FRA       | Album         |
|  | ----- | ------------------------------------ | --------- | ------------- |
|  | 2012  | Fleur du mal                         | –         | La Nuit Bleue |
|  | 2012  | Oh la                                | 9         | La Nuit Bleue |
|  | 2013  | Songe                                | 105       | La Nuit Bleue |
|  | 2013  | Léa                                  | 90        | La Nuit Bleue |
|  | 2014  | Eternelle                            | –         | 2             |
|  | 2015  | À tort ou à raison                   |           | 2             |
|  | 2016  | Tu t’en souviens                     |           | 2             |
|  | 2016  | Hands are Shaking (feat Louisa Rose) |           | 2             |
|  | 2023  | Emma                                 |           |               |